# Art hotel
Art hotel (o alberghi artistici) è un termine che identifica alberghi caratterizzati da una personalizzazione degli spazi legata a cromatismi o inserimenti di complementi di arredo  ispirati da opere di artisti o loro vere e proprie creazioni.
In questi hotel gli spazi comuni acquisiscono un forte potere comunicativo, fino a diventare un valido strumento di comunicazione strategico aiutando a sviluppare consapevolezza, identificazione del cliente con il concept proposto dall'hotel.
Caratteristica degli art hotel è l'attenzione al potere comunicativo rispetto ai tradizionali hotel, ovvero a quegli hotel che non presentano una forte caratterizzazione degli ambienti in quanto propongono una forma di ospitalità diversa perché diverso è il tipo di pubblico a cui vogliono rivolgersi e l'importanza degli strumenti di comunicazione che supportano la visibilità dei Concept Hotel.